# Ludwig Wolf (forskningsresande)
Ludwig Wolf, född den 30 januari 1850 nära Osnabrück, död den 26 juni 1889 i Afrika, var en tysk forskningsresande.
Wolf var efter avslutade studier skeppsläkare hos Norddeutscher Lloyd 1876–78 och därefter militärläkare i sachsiska armén. Han deltog 1883–86 i Wissmanns expedition till Afrika och verkade från 1887 i tyska regeringens tjänst i Togo, varunder han ådrog sig feber till döds. Wolf skrev Im innern Afrikas (tillsammans med Wissmann med flera 1888) samt Die Verwertung unsrer äquatorialen Kolonien in Westafrika (1889).